# Monte Süphan
Il monte Süphan (in turco Süphan Dağı) è uno stratovulcano della Turchia orientale, nell'Altopiano armeno, subito a nord del lago di Van. Raggiunge un'altitudine di 4.058 m s.l.m.